# Карцев Денис Валерійович
Денис Валерійович Карцев (рос. Денис Валерьевич Карцев; народився 25 квітня 1976 у м. Москві, СРСР) — російський хокеїст, центральний нападник. Майстер спорту. 
Вихованець хокейної школи «Динамо» (Москва). Виступав за: «Динамо» (Москва), «Лада» (Тольятті), ХК МВД (Твер), «Торпедо» (Нижній Новгород), «Хімік» (Воскресенськ), «Сибір» (Новосибірськ), «Молот-Прикам'є» (Перм).
У складі національної збірної Росії учасник етапу «Євротур» — турнір «Прагабанка» (1999).
Срібний призер Євроліги (1997, 1998, 1999). Чемпіон Росії (2000, 2005). Чемпіон МХЛ (1995), срібний призер (1996).